# Psychotrie

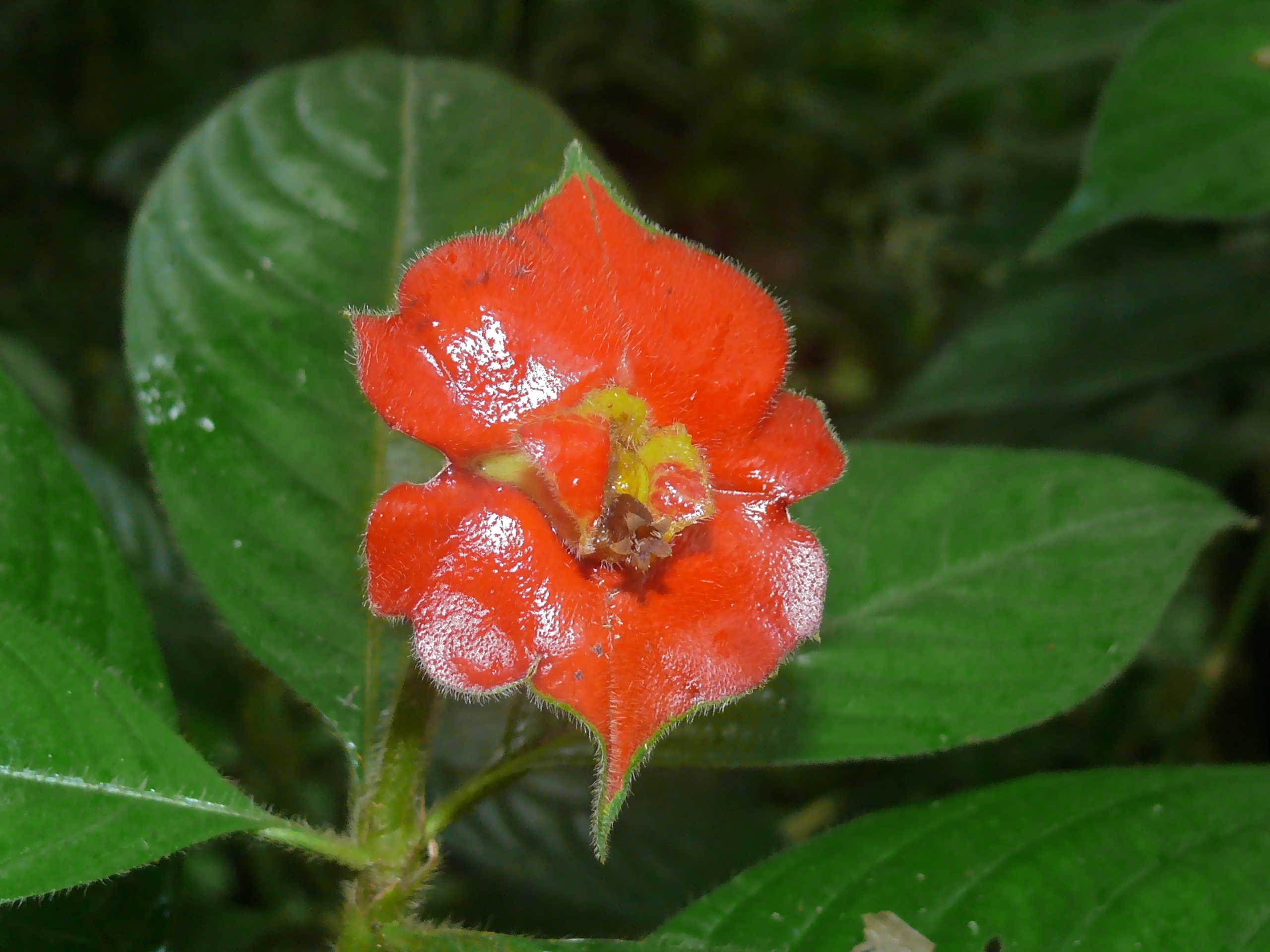
Hlavěnka Psychotria poeppigiana (syn. Cephaelis poeppigiana)

Psychotrie (Psychotria) je velký rod rostlin z čeledi mořenovité. Jsou to převážně keře a stromy s jednoduchými vstřícnými listy se zpeřenou žilnatinou a drobnými květy, uspořádanými v květenstvích různých typů. Plodem je peckovice. Rod v současném pojetí zahrnuje asi 1600 druhů. Je rozšířen v tropech a subtropech téměř celého světa.
Rod Psychotria má komplikovanou taxonomickou historii a na základě výsledků molekulárních analýz došlo k četným přesunům druhů do příbuzných rodů a naopak. Rod hlavěnka (Cephaelis) byl sloučen s rodem Psychotria, naopak řada druhů včetně medicínsky významné hlavěnky dávivé byla přesunuta do rodu Carapichea či do příbuzných rodů.
Psychotrie obsahují pestrou paletu účinných látek, zejména alkaloidů různých typů. Z lékařského hlediska je nejvýznamnější hlavěnka dávivá (Carapichea ipecacuanha, syn. Psychotria ipecacuanha). Druh Psychotria viridis je jednou z hlavních složek halucinogenního nápoje ayahuasca. Četné druhy mají význam v domorodé medicíně.

## Popis
Psychotrie jsou keře nebo stromy, výjimečně i přímé nebo plazivé byliny. Listy jsou jednoduché, vstřícné nebo řidčeji přeslenité, se zpeřenou žilnatinou. Palisty jsou opadavé nebo vytrvalé, interpetiolární, někdy kolem stonku krátce srostlé. Květy jsou spíše drobné, pravidelné, oboupohlavné (častá je distylie), většinou pětičetné, řidčeji čtyř nebo šestičetné, uspořádané ve vrcholových či úžlabních, chudých až mnohokvětých květenstvích různých typů (vrcholík, chocholík, lata, klubko, hlávka). U některých druhů je květenství stažené a podepřené nápadně zbarvenými listeny. Kalich je zakončen laloky. Koruna je bílá, žlutá, červená nebo růžová, nálevkovitá až trubkovitá, zakončená cípy, uvnitř lysá nebo chlupatá. Tyčinek je stejný počet jako korunních laloků, jsou přirostlé v korunní trubce nebo jejím ústí, zanořené nebo z korunní trubky vyčnívající. Semeník je většinou srostlý ze 2 (výjimečně až z 5) plodolistů a zpravidla obsahuje 2 komůrky, v nichž je po 1 vajíčku. Blizny jsou 2. Plodem je dužnatá peckovice obsahující většinou 2 semena. Plody jsou červené, modré, bílé, černé nebo oranžové, kulovité nebo elipsoidní.

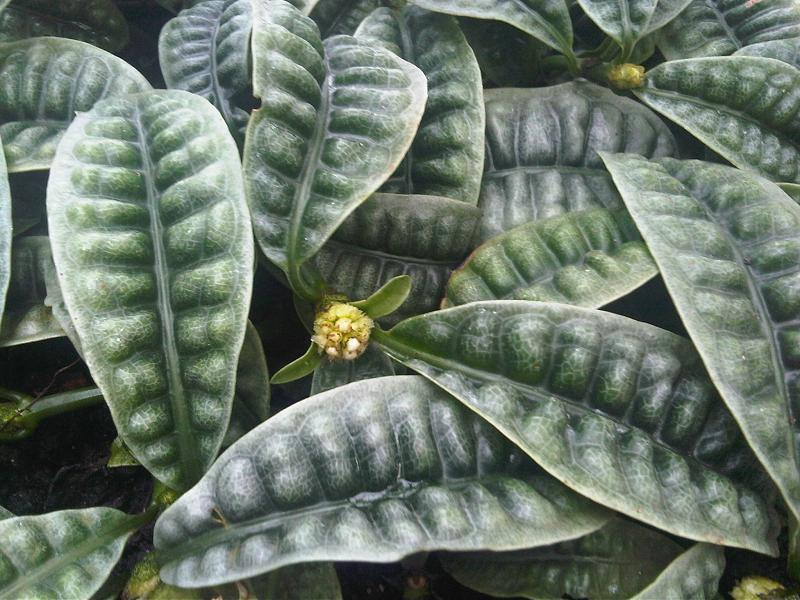
Psychotria ankasensis s ozdobnými listy
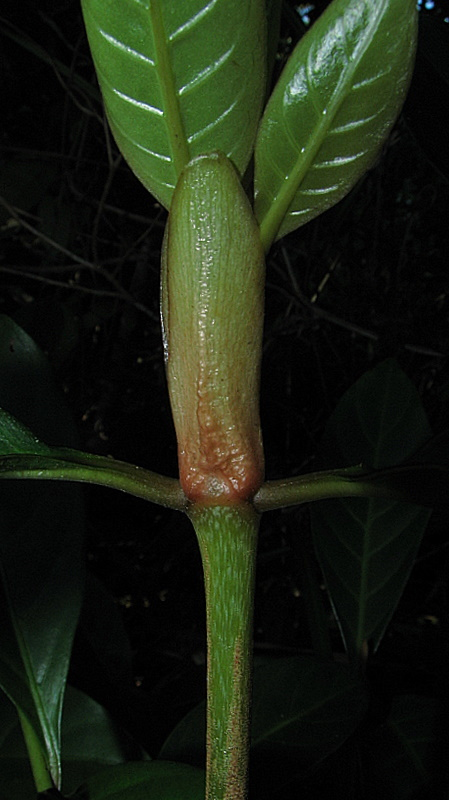
Větévka Psychotria mapourioides s mohutnými palisty
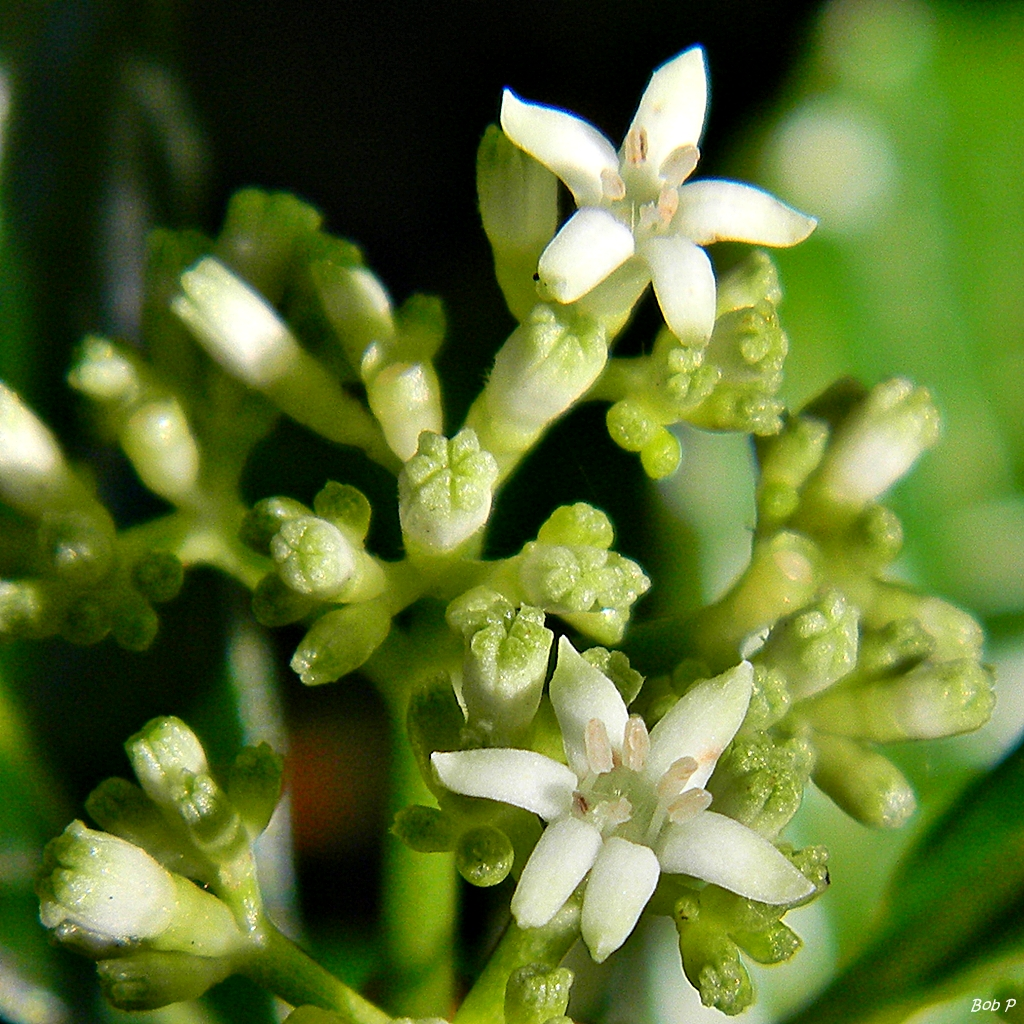
Detail květů Psychotria nervosa
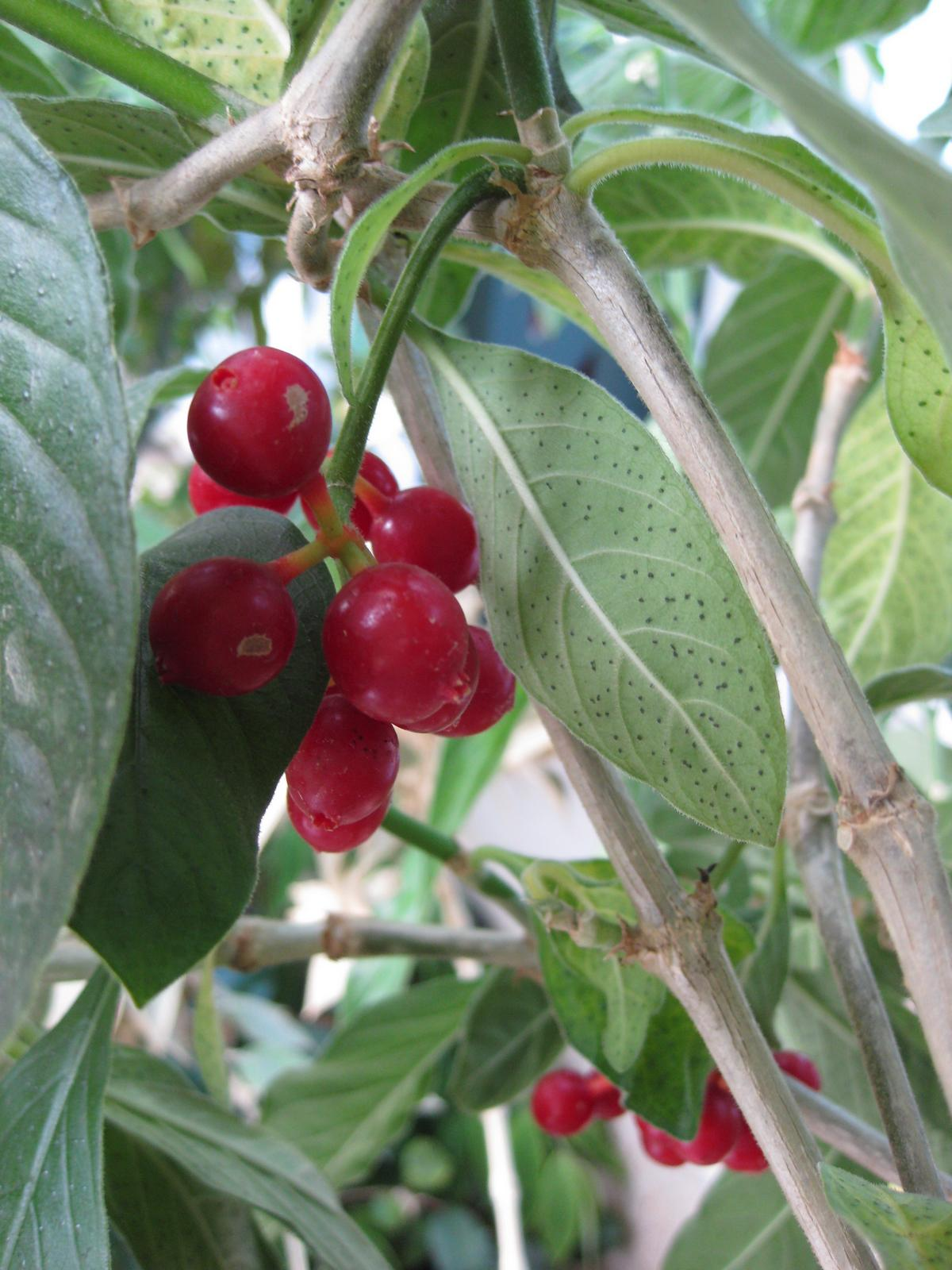
Plody Psychotria kirkii

## Rozšíření
Rod psychotrie zahrnuje v současném taxonomickém pojetí asi 1600 druhů. Je největším rodem čeledi mořenovité a vyskytuje se v tropech a subtropech všech kontinentů. V Americe roste asi 800 druhů, areál rozšíření zde sahá od jihovýchodních oblastí USA (Florida) přes Střední Ameriku a Karibské ostrovy na jih až po Argentinu. V Evropě žádný zástupce neroste.

## Taxonomie
Rod Psychotria je v rámci mořenovitých řazen do podčeledi Rubioideae a tribu Psychotrieae. Je to rod mimořádně komplexní a taxonomicky složitý. V minulosti byl pojímán různým způsobem a rozliční taxonomové z něj vyjímali řadu druhů do nových rodů (Camptopus, Grumilea, Mapouria aj.) nebo je naopak slučovali. V širokém pojetí byla jeho součástí většina zástupců tribu Psychotrieae vyznačujících se drobnými bělavými květy opylovanými hmyzem a bez dalších speciálních znaků. J. A. Steyermark v 70. letech 20. století dále rozšířil tento rod vřazením rodu Cephaelis (hlavěnka). Do této nepřehledné situace postupně přinášejí řád molekulární studie.
Jejich výsledky ukazují, že rod Psychotria je v klasickém smyslu silně parafyletický a skládá se z několika samostatných vývojových větví promísených zástupci jiných rodů (Amaracarpus, Apomuria, Calycosia, Camptopus, Cremocarpon, Dolianthus, Hydnophytum a ostatní zástupci subtribu Hydnophytinae, Grumilea, Mapouria, Psathura, Pyragra, Trigonopyren). Ve fylogenetické studii z roku 2014, navazující na závěry některých předchozích analýz, byla část druhů rodu Psychotria příbuzných rodu Palicourea přesunuta do samostatných rodů v rámci tribu Palicoureeae (jedná se o rody Carapichea, Chassalia, Geophila, Hymenocoleus, Margaritopsis, Notopleura, Palicourea a Rudgea), zatímco všechny zbývající druhy (celkem asi 1600 druhů) tribu Psychotrieae byly shrnuty do široce pojatého rodu Psychotria. Celkem 3 druhy byly již v roce 2004 přesunuty do rodu Ronabea v rámci tribu Lasiantheae.
Zmatek doprovází taxonomii tohoto komplikovaného rodu již od samého začátku. Carl Linné popsal první druh, Psychotria asiatica, na základě směsné položky P. asiatica a P. brownei (dříve jako Psychotrophum brownei). Proto později vyvstala potřeba vybrat jednoznačný lektotyp a jméno Psychotria bylo zařazeno mezi nomina conservanda.

## Obsahové látky a účinek
Psychotrie obsahují pestrou paletu účinných látek. Mezi nejdůležitější z nich náležejí alkaloidy, dále kumariny, flavonoidy, terpenické sloučeniny, cyklické peptidy a třísloviny.
Hlavěnka dávivá (Carapichea ipecacuanha) obsahuje 2 účinné isochinolinové alkaloidy, emetin a cefaelin. Tyto látky způsobují zvracení podrážděním žaludeční stěny. V malém množství jsou přítomny další alkaloidy, zejména psychotrin, O-methyl-psychotrin a ipekosid. Podobné látky obsahuje i druh Psychotria acuminata. Hlavní účinnou látkou halucinogenního druhu Psychotria viridis je dimethyltryptamin neboli DMT, rostlina dále obsahuje indolové alkaloidy harmin, tetrahydroharmin a harmalin. Z dalších druhů rodu Psychotria byla izolována celá řada jiných indolových alkaloidů: psychollatin z P. umbellata, brachycerin z P. brachyceras, N,β-D-glukopyranosyl vincosamid z P. leiocarpa, stachyosid z P. stachyosa a mnohé jiné. Z jiných typů alkaloidů byly izolovány tryptaminové alkaloidy (psychotriasin z P. calocarpa, psychotrimin a psychopentamin z P. rostrata), b-karbolinový alkaloid harman z P. barbiflora, benzochinolinový alkaloid klugin z P. klugii a jiné.

Isochinolinový alkaloid emetin
Indolový alkaloid harmin
Dimethyltriptamin (DMT)

## Význam

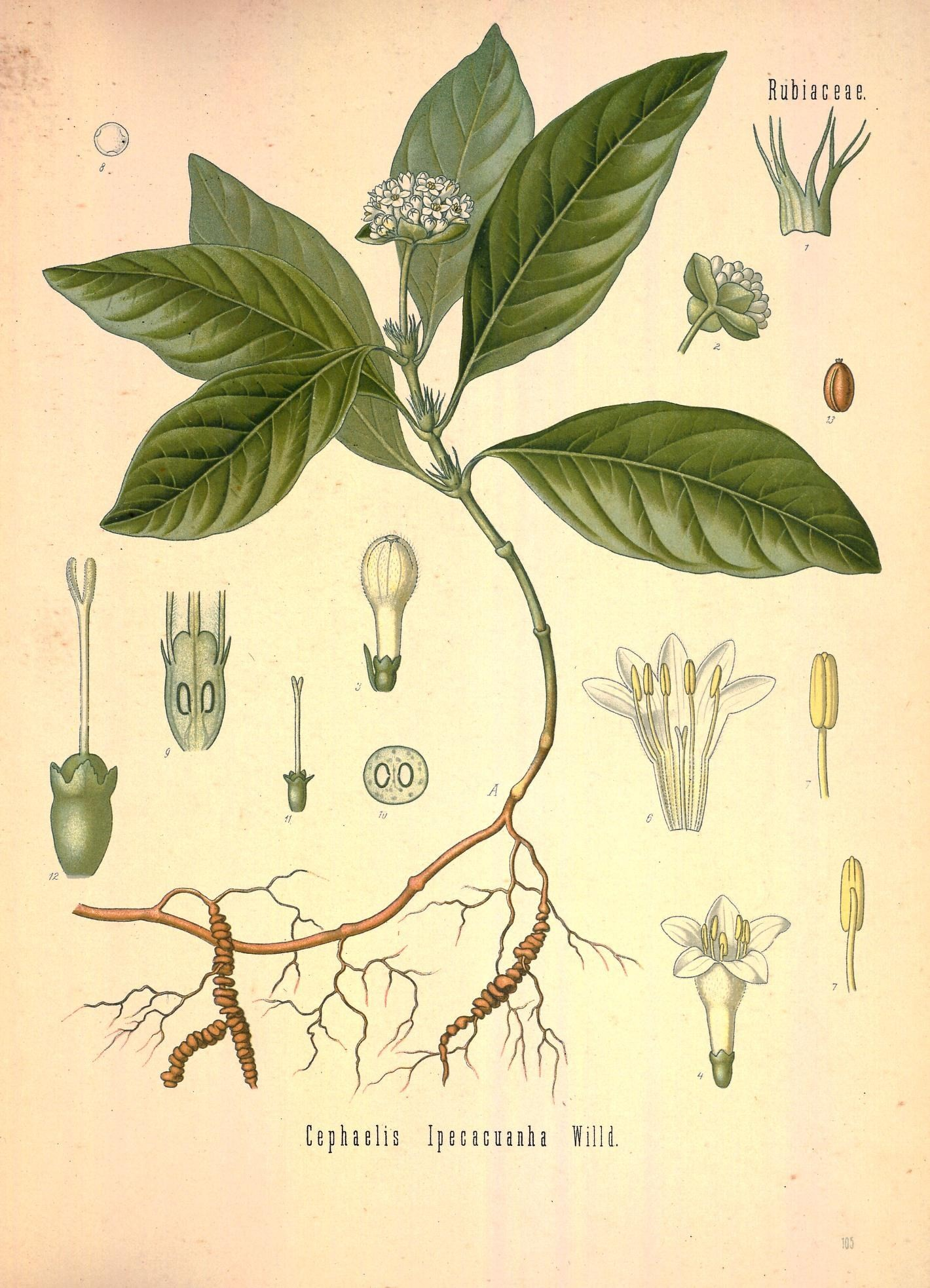
Hlavěnka dávivá na ilustraci z roku 1890

Hlavní význam psychotrií spočívá v jejich účinných obsahových látkách.
Z kořenů jihoamerické hlavěnky dávivé ( Carapichea ipecacuanha, syn. Psychotria ipecacuanha, Cephaelis ipecacuanha) se vyrábí ipekakový sirup, používaný v lékařství jako silné emetikum, v menších dávkách pak zejména při bronchitidě. Účinné alkaloidy z této rostliny slouží také k léčbě amébiáz. V Jižní Americe sloužila k léčení úplavice již v předkolumbovských časech. Portugalci zaznamenali její využití na začátku 17. století, v roce 1672 byla dovezena do Evropy. Největším producentem emetinu je brazilský stát Mato Grosso. Rostlina je jako léčivka pěstována i v jiných částech tropů, např. v Indii, kde je také využívána při léčbě bilharziózy. Je využívána i v homeopatii, kde se podává zejména při nucení na zvracení, kašli, migréně aj. Podobně je používán i druh P. acuminata (syn. Cephaelis acuminata). Emetický účinek mají i některé jiné druhy, např. Psychotria anceps.
Různé alkaloidy izolované z psychotrií jsou zkoumány zejména z hlediska léčby neurodegenerativních
onemocnění, leishmanióz nebo cytotoxického či antivirotického účinku.
Druh Psychotria viridis je v Jižní Americe používán již od dávných dob jako jedna ze základních složek halucinogenního nápoje známého jako ayahuasca. Listy, kořeny a oddenky některých dalších druhů jsou používány v tradiční medicíně zejména při léčení kašle, bronchitidy a žaludečních vředů. Jako jedna ze složek halucinogenního nápoje se v Jižní Americe používá též druh Psychotria ernestii.
Z plodů Psychotria venulosa se v Jižní Americe připravuje modré barvivo.